# فوتبال در قبرس شمالی

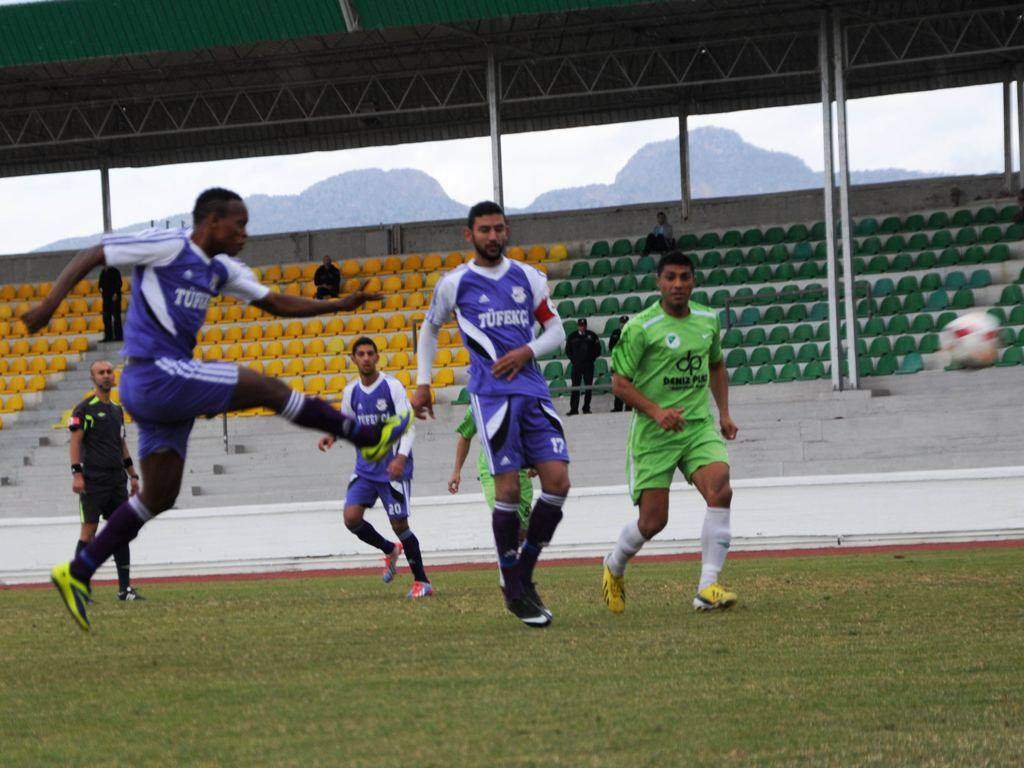
بازیکنان تیم فوتبال قبرس شمالی درحال تمرین برای مسابقه

فوتبال در قبرس شمالی (ترکی استانبولی: Kıbrıs Türk Futbol Federasyonu, KTFF) یک ورزش ملی در جمهوری ترک قبرس شمالیکه توسط فدراسیون فوتبال جمهوری ترک قبرس شمالی اداره می‌شود. و در سال ۱۹۵۵ بنیان‌گذاری شده‌است. فدراسیون فوتبال جمهوری ترک قبرس شمالی نیز سیستم لیگ‌های سراسری و تیم ملی فوتبال قبرس شمالی را اداره می‌کند.

## تاریخچه
فوتبال به جزیره قبرس در سال ۱۸۷۸ میلادی با ورود نیروهای بریتانیا معرفی شد. که ۲،۵۰۰ بازیکنان در قبرس شمالی وجود داشت. تیم ملی فوتبال قبرس شمالی در حال حاضر زیرنظر ان اف بورد رده‌بندی می‌شود.و بالاتر از همه تیم‌های غیر-فیفا در رتبه بندی جهانی فوتبال قرار دارد.